# Erdenebulgan (distrikt i Chövsgöl)
Erdenebulgan (mongoliska: Эрдэнэбулган Сум, Erdenebulgan Sum, Эрдэнэбулган) är ett distrikt i Mongoliet.   Det ligger i provinsen Chövsgöl, i den centrala delen av landet, 400 km nordväst om huvudstaden Ulaanbaatar.